# Шельклинген
Шельклинген (нем. Schelklingen) — город в Германии, в земле Баден-Вюртемберг. 
Подчинён административному округу Тюбинген. Входит в состав района Альб-Дунай.  Население составляет 7072 человека (на 31 декабря 2010 года). Занимает площадь 75,24 км². Официальный код  —  08 4 25 108.
На расстоянии около 1 км от центра города в Швабском Альбе находится карстовая пещера Холе-Фельс. 
Шельклинген и 82% его территории входят в биосферный заповедник Швабская Юра. 

## Фотографии

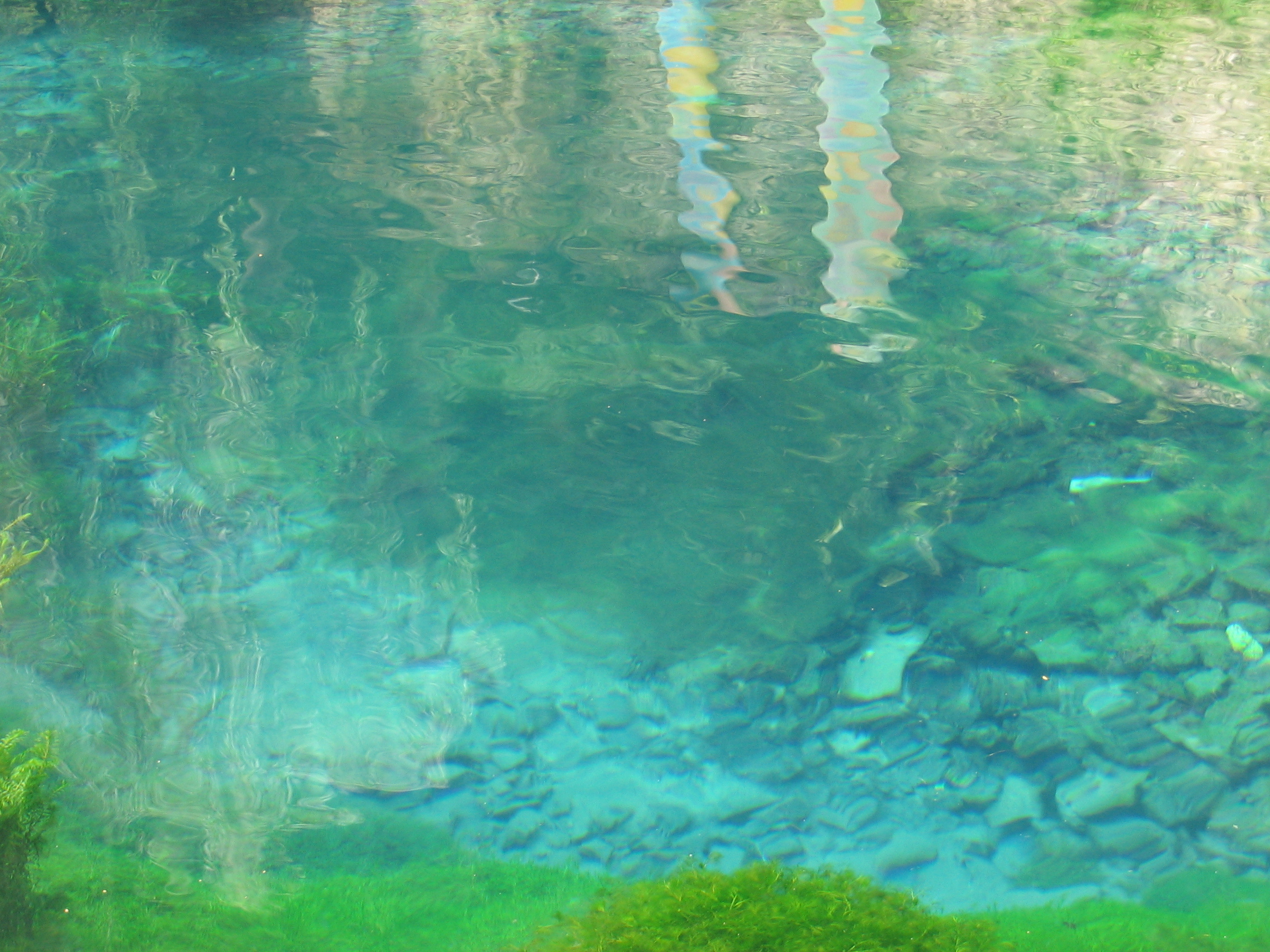
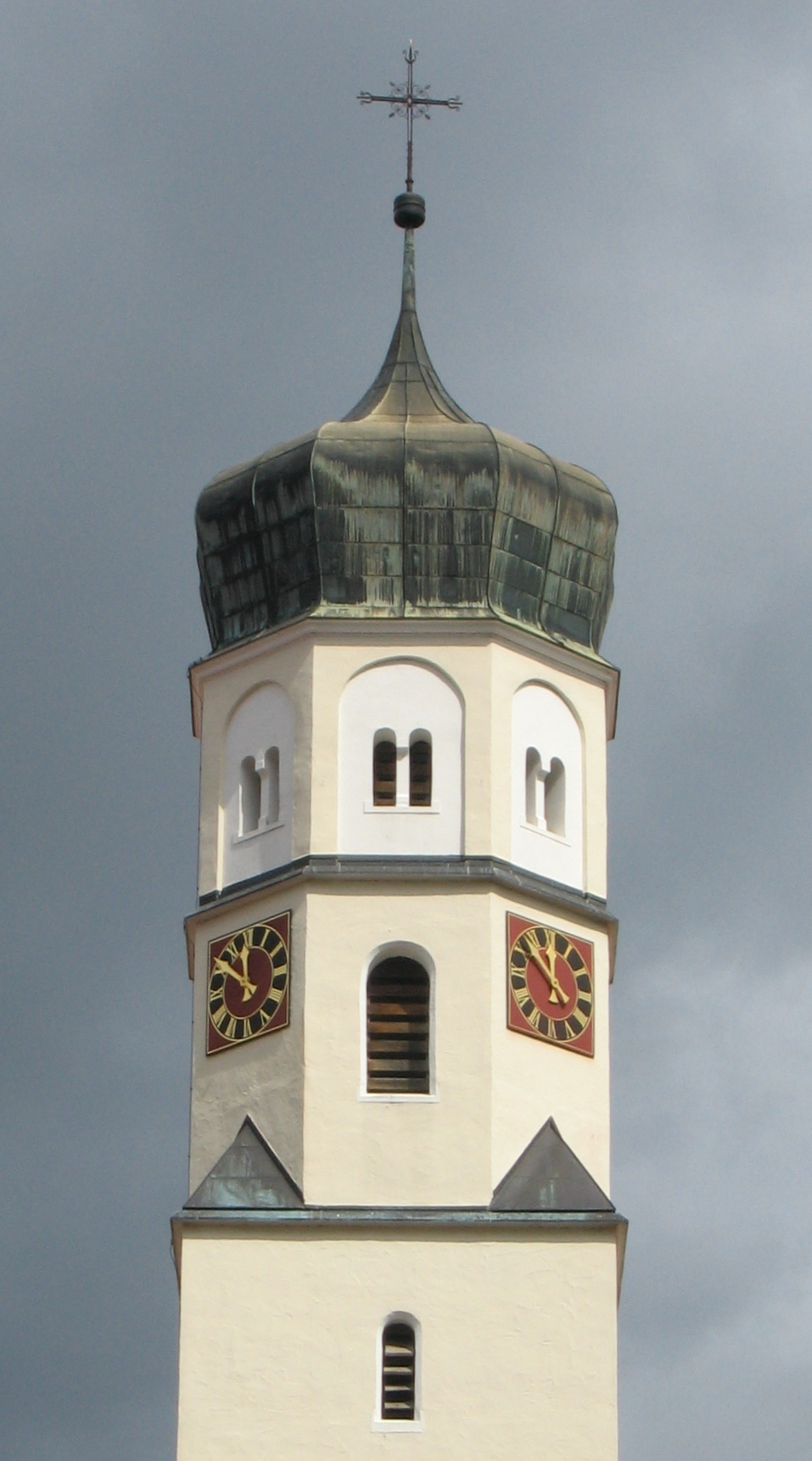
Церковь
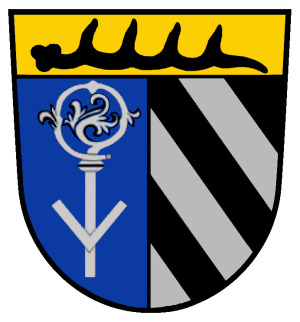
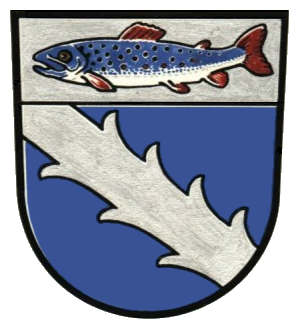
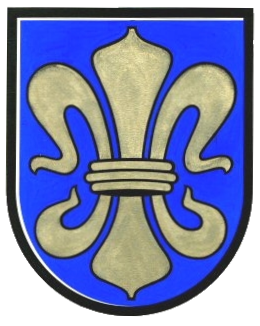
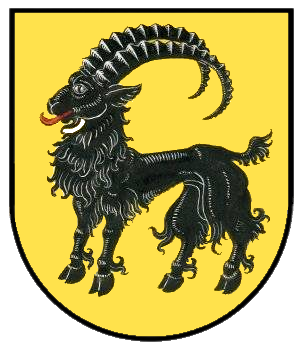